# Вулиця Петра Франка
Ву́лиця Петра Франка — вулиця у Шевченківському районі міста Львова, в місцевості Клепарів. Починається від вулиці Шевченка та закінчується глухим кутом неподалік парку Кортумова Гора. 

## Історія
Від 1934 року вулиця мала назву Червенська. 1950 року перейменована на вулицю Татарбунарську, в пам'ять про Татарбунарське повстання, інспіроване більшовиками в Буджаку проти румунської влади у вересні 1924 року.
18 липня 2024 року начальник ЛОДА ухвалив рішення про перейменування понад 130 вулиць у населених пунктах Львівщини, спираючись на рекомендації робочої групи з питань декомунізації при Львівській ОДА, до якої увійшли, зокрема, історики, ветерани російсько-української війни та активні жителі громад. Так вулицю Татарбунарську перейменували на вулицю Петра Франка, на честь українського педагога, письменника, науковця, учасника національно-визвольних змагань 1917—1921 років (військовий льотчик УГА), співзасновника Пласту Петра Франка.
Під час другої світової війни вулиця частково входила до меж Янівського концтабору (Табір примусової праці Lemberg; нім. Zwangsarbeitslager-Lemberg, ZAL-L) та гетто, де під час німецької окупації було страчено близько 200000 в'язнів табору смерті, серед яких представники польської, єврейської та української інтелігенції, радянські, італійські військовополонені та військовополонені інших національностей з концтабору Шталаг 328 та цивільні інших національностей.
Від часів СРСР вулицею пролягає трамвайна колія — своєрідне відгалуження маршруту № 7 — якою не курсують трамваї.

## Забудова
У забудові вулиці Петра Франка присутній польський конструктивізм 1930-х років, а також радянський конструктивізм 1950-х та 1960-х років.